# Lotnisko Wels
Lotnisko Wels (Flugplatz Wels) – lotnisko obsługujące Wels w Austrii (Górna Austria).